# Mixtape (Stray Kids)
Mixtape je rozšířené album jihokorejské chlapecké skupiny Stray Kids. Album bylo vydáno digitálně i ve fyzické podobě 8. ledna 2018 společností JYP Entertainment a distribuováno prostřednictvím Genie Music. Skládá se ze sedmi písní, které všechny byly představeny ve stejnojmenné reality show. V lednu se prodalo 45 249 fyzických kopií alba.

## Seznam skladeb
| Číslo          | Název                         | Text                                          | Hudba                                                                                                 | Úprava                                                                         | Délka |
| -------------- | ----------------------------- | --------------------------------------------- | --- | ------------------------------------------------------------------------------ | ----- |
| 1.             | "Hellevator"                  | - Armadillo - 3Racha                          | - Armadillo - 3Racha - Rangga                                                                         | - Armadillo - Bang Chan (3Racha) - Rangga                                      | 4:01  |
| 2.             | "Beware" (Grrr 총량의 법칙)   | - 3Racha                                      | - 3Racha - Armadillo - Trippy - 1take                                                                 | - Trippy                                                                       | 3:09  |
| 3.             | "Spread My Wings" (어린 날개) | - 3Racha                                      | - 3Racha - Trippy                                                                                     | - Trippy                                                                       | 3:18  |
| 4.             | "Yayaya"                      | - 3Racha - earattack                          | - earattack - 3Racha                                                                                  | - earattack                                                                    | 3:21  |
| 5.             | "Glow"                        | - Seo Chang-bin (3Racha) - Felix - Lee Min-ho | - Bang Chan (3Racha) - This N That                                                                    | - Bang Chan (3Racha) - Garden - This N That                                    | 3:24  |
| 6.             | "School Life"                 | - 3Racha - Yang Jeong-in - This N That        | - Brandon Lowry - Tobias Karlsson - Matthew Engst - Han Ji-sung (3Racha) - Kim Sang-mi - Thrice Noble | - Brandon Lowry - Tobias Karlsson - Matthew Engst - Kim Sang-mi - Thrice Noble | 3:36  |
| 7.             | "4419"                        | - 3Racha - Kim Seung-min - Hwang Hyun-jin     | - 3Racha - Jinjjasanai                                                                                | - Jinjjasanai                                                                  | 3:13  |
| Celková délka: | Celková délka:                | Celková délka:                                | Celková délka:                                                                                        | Celková délka:                                                                 | 24:02 |

## Tabulky

### Týdenní žebříčky
| Žebříčky (2018)                      | Nejvyšší umístění |
| ------------------------------------ | ----------------- |
| Japanese Albums (Oricon)             | 47                |
| New Zealand Heatseeker Albums (RMNZ) | 9                 |
| South Korean Albums (Gaon)           | 2                 |
| US Heatseekers Albums (Billboard)    | 6                 |
| US Independent Albums (Billboard)    | 22                |
| US World Albums (Billboard)          | 2                 |

### Roční žebříčky
| Žebříček (2018)            | Umístění |
| -------------------------- | -------- |
| South Korean Albums (Gaon) | 71       |

## Historie vydání
| Region      | Datum         | Formát                     | Distributor                       |
| ----------- | ------------- | -------------------------- | --------------------------------- |
| Různé       | Leden 8, 2018 | Stažení v digitální podobě | - JYP Entertainment - Genie Music |
| Jižní Korea | Leden 8, 2018 | Stažení v digitální podobě | - JYP Entertainment - Genie Music |
| CD          | Leden 8, 2018 |                            | - JYP Entertainment - Genie Music |